# غيسلين بيرير
غيسلين بيرير (بالبرتغالية: Ghislain Perrier‏) هو مبارز بالسيف برازيلي، ولد في 17 مايو 1987 في فورتاليزا في البرازيل.

## وصلات خارجية
- غيسلين بيرير على موقع الاتحاد الدولي للمبارزة (الإنجليزية)
- غيسلين بيرير على موقع أوليمبيديا (الإنجليزية)
- غيسلين بيرير على موقع اللجنة الأولمبية البرازيلية (البرتغالية)